# L'ha fatto una signora
Pour plus de détails, voir Fiche technique et Distribution.
L'ha fatto una signora est un film italien réalisé par Mario Mattoli, sorti en 1938.

## Fiche technique
- Titre : L'ha fatto una signora
- Réalisation : Mario Mattoli
- Scénario : Mario Mattoli, Guglielmo Giannini, Pio De Flaviis et Maria Ermolli
- Photographie : Carlo Montuori
- Montage : Fernando Tropea (en)
- Musique : Giulio Bonnard (it)
- Pays d'origine : Royaume d'Italie
- Format : Noir et blanc - 1,37:1 - Mono
- Genre : comédie
- Durée : 75 minutes
- Date de sortie : 1938

## Distribution
- Michele Abruzzo : Luca Sardo
- Rosina Anselmi : Rosa Sardo
- Alida Valli : Maria Sardo
- Nino Taranto : Nino
- Virgilio Riento : Pasquale
- Tina Pica : Teresa, la concierge
- Nando Bruno : un collègue de Pasquale
- Riccardo Billi
- Armando Migliari
- Emilio Petacci